# Červený Hrádek (Sedlčany)
Červený Hrádek je čtvrť města Sedlčany asi dva kilometry východně od centra. V minulosti byl samostatnou obcí. Nejvýznamnější památkou v obci je zámek Červený hrádek, který je od roku 1965 chráněn jako kulturní památka.

## Historie
První zmínka o vsi a tvrzi Hrádek pochází z roku 1285. Původně poplužní dvůr založený ve stejné době jako tvrz se časem rozrostl v osadu zvanou Podhradec, jejíž název byl po roce 1788 změněn na Červený Hrádek. V roce 1400 ves držel Heřman z Říčan a z Hrádku a jeho potomci, v roce 1508 pak Bohuslav Břekovec z Ostromeče. Po druhé světové válce byla obec připojena k sousedním Sedlčanům.
Za druhé světové války se část vsi severně od železniční trati Olbramovice – Sedlčany stala součástí vojenského cvičiště Zbraní SS Benešov a její obyvatelé se museli 31. října 1943 vystěhovat.
Členové rodu Mladotů ze Solopisk byli majiteli zámku až do roku 1948, kdy jej stát vyvlastnil. Prostory poté využívalo muzeum a archiv. Po roce 1989 byl Mladotům v restituci vrácen zpět, jeho majitelem se stal Jan Mladota ze Solopisk. Po vymření rodu Mladotů se majitelem stal Nikolaus Lobkowicz.

## Zajímavosti
Zámek a jeho park posloužily jako jedna z lokalit při natáčení české komedie Trhák (rež. Zdeněk Podskalský, 1980).